# Von Ehrenheim
von Ehrenheim är en svensk adelsätt med tyskt ursprung.

## Om ätten
Ättens stamfader är generalkrigskommissarien Peter Paliche, född 1659 i Stettin, där fadern var borgmästare. I Anreps ättartavlor uppges att farfadern skulle ha kommit från Storpolen men tvingats fly på grund av religionsförföljelser, samt ha hamnat i Stettin där han skulle ha varit medikus. Peter Paliche hamnade i svensk tjänst då Pommern blev svenskt, men överflyttade till Livland och avled i Riga av pesten strax efter att staden fallit under ryssarna. Han hade emellertid adlats i Storpolen av Karl XII år 1705 med namnet von Ehrenheim, men hann inte ta introduktion.
Peter Paliche nobil. von Ehrenheim var gift två gånger. Första hustrun var dotter till en amtman von Werdelow i Mecklenburg, och fick med henne döttrar som gifte sig. Hans andra hustru var Sigrid Snack, som var dotter till Peter Snack och dennes andra hustru Anna von Wullen som via arv från modern, som tillhörde släkten Trotzig, skrev sig till Malingsbo bruk. Sönerna till Peter von Ehrenheim introducerades år 1723 på Riddarhuset med nummer 1749. Eftersom föräldrarna dog tidigt växte barnen upp hos sin mosters make kammarrådet Lagermarck.
Ätten delades därefter i två grenar. Huvudmannagrenen utgår från kammarherren och brukspatronen Carl Gustaf von Ehrenheim till Malingsbo bruk. Han var gift med Sara Regina Tersmeden. Hennes far Jacob Tersmeden var bergsråd och brukspatron på Larsbo, och hennes mor Elisabeth Gangia var ättling till Stormor i Dalom. Genom arv, äktenskap och affärer kom Carl Gustaf von Ehrenheim att bli en mycket förmögen man. En ättling till honom, hovmarskalken Reinhold Fredrik von Ehrenheim gifte sig med Ulrika Eleonora von Engeström, vars mor var en Benzelstierna, och kom därmed 1820 i besittning av Grönsö slott som ännu ägs av släkten.
Den yngre grenen utgår från en bror till Carl Gustaf von Ehrenheim, assessorn Johan Ludvig von Ehrenheim till Broby. Hans hustru Brita Eleonora Montgomery var dotter till den skotske majoren Carl Gustaf Montgomery, stamfadern för den i Sverige adlade ätten Montgomery, och hans hustru Catharina Grubbensköld. Enligt släkttraditionerna skulle de båda brödernas hustrur vara avlägset släkt genom Bureätten. Bortsett från att denna ätt fortlevt såsom adlig, upphöjdes en av deras söner, Fredrik Vilhelm von Ehrenheim, först till dåvarande riddarklassen, och sedan med primogenitur till friherre 1805 samt introducerades på nummer 324. Då han förblev ogift slöts den friherrliga ätten med honom själv. Det friherrliga vapnet krossades av Gustaf af Wetterstedt.

## Personer med efternamnet von Ehrenheim
- Carl Gustaf von Ehrenheim (1830–1918), militär (överste)
- Carl Gustaf von Ehrenheim (1929–2023), godsägare och kyrkligt förtroendevald
- Fredrik von Ehrenheim (1753–1828), friherre, ämbetsman och diplomat
- Fredrik von Ehrenheim (konstnär) (1859–1932), akvarellmålare och etsare
- Pehr von Ehrenheim  (1823–1918), brukspatron och politiker
- Per von Ehrenheim (1889–1981), jurist, häradshövding
- Peter von Ehrenheim (1659–1706), ämbetsman, ättens stamfar